# 간다진보초

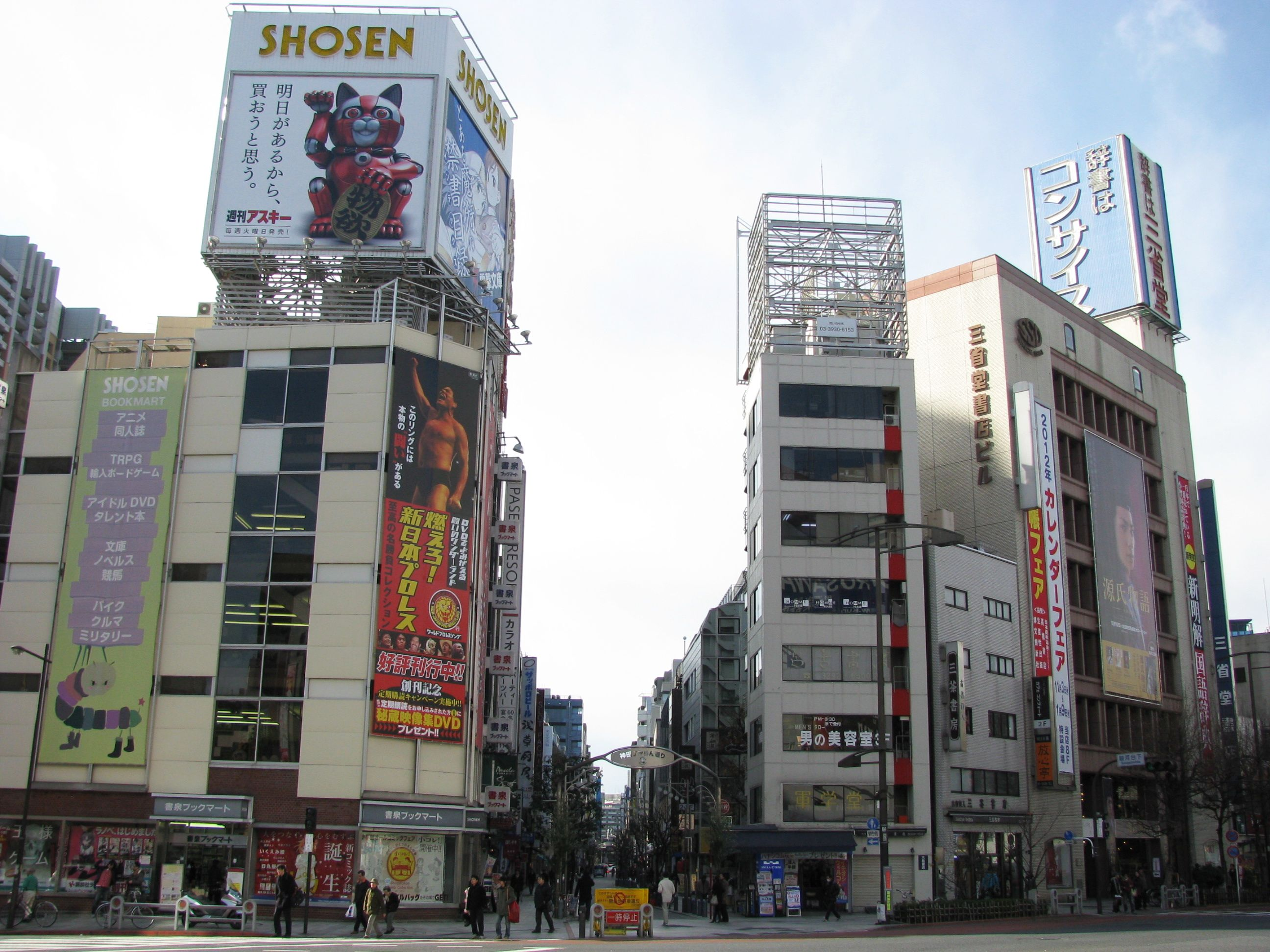
간다진보초

간다진보초(神田神保町)는 일본 도쿄도 지요다구 간다에 있는 지명이다. 우편번호는 101-0051이다.
간다 고서점가가 위치한 곳으로 잘 알려져 있다.

## 같이 보기
- 간다 고서점가